# Cantonul Murat
Cantonul Murat este un canton din arondismentul Saint-Flour, departamentul Cantal, regiunea Auvergne, Franța.

## Comune
- Albepierre-Bredons
- Celles
- Chalinargues
- La Chapelle-d'Alagnon
- Chastel-sur-Murat
- Chavagnac
- Cheylade
- Le Claux
- Dienne
- Laveissenet
- Laveissière
- Lavigerie
- Murat (reședință)
- Neussargues-Moissac
- Virargues